# Dave (chaîne de télévision)
Pour les articles homonymes, voir Dave.
Dave est une chaîne de télévision du Royaume-Uni diffusée par le réseau UKTV.

## Historique
La chaîne est née le 2 octobre 1998 sous le nom de UK Gold Classic, puis, le 2 avril 1999, la chaîne devient UK Gold 2. Le 12 novembre 2003, elle change de nouveau de nom, et devient alors UKG², et, le 8 mars, 2004, elle est renommée UKTV G2. Enfin, le 15 octobre 2007, la chaîne prit son nom actuel, Dave.

## Émissions
- Alan Davies: As Yet Untitled, présenté par Alan Davies.
- Dara O'Brians Go 8 Bits, présenté par Dara Ó Briain.
- Dave Gorman: Modern Life is Goodish, présenté par Dave Gorman.
- Taskmaster, présenté par Greg Davies.
- Unspun with Matt Forde, présenté par Matt Forde.